# 예카테리나 대제 (영화)
《예카테리나 대제》(영어: Catherine the Great)는 1995년에 개봉한 미국 영화이다.

## 줄거리
젊은 독일 공주(캐서린 지타존스)는 미숙한 미래의 러시아 표트르 3세(하네스 예니케)와 결혼한다. 그녀는 점차 능숙한 정치인이 되어 남편을 전복시키고 러시아의 미래를 받아들이면서 예카테리나 대제로 성장한다.

## 출연
- 캐서린 지타존스 - 예카테리나
- 폴 맥갠 - 포템킨
- 브라이언 블레시드 - 베스투체프
- 오마르 샤리프 - 라주모프스키
- 잔 모로 - 엘리자베스

## 한국판 성우진(MBC)
- 윤성혜 - 예카테리나(캐서린 지타존스)
- 송준석 - 포템킨(폴 맥갠)
- 박지훈 - 베스투체프 (브라이언 블레시드)
- 김용식 - 라주모프스키(오마르 샤리프)
- 김은영 - 엘리자베스(잔 모로)
- 김태훈 - 보론초프(이언 리처드슨)
- 박태호 - 수도승(팀 매키너니)
- 최상기 - 오를로프(칼 존슨)
- 김호성 - 표트르 3세(하네스 재닉)
- 이철용 - 푸가초프(존 리스데이비스)
- 한수림 - 백작 부인(아그네스 소럴)
- 최한 - 울르로프(마크 맥건)
- 표영재 - 살티코프(크레이그 매클라클런)
- 고성일 - 군인(홀거 크리첼)
- 김지영 - 보론초바(베로니카 페레스)
- 이상훈 - 대주교(멜 페러)
- 방성준 - 장군(리처드 롤런즈)